# 45/47体制
45/47体制（よんごーよんななたいせい）とは、1972年（昭和47年）7月に発動された、航空会社の事業割当を決めた日本の産業保護政策の通称。
「45/47体制」と呼ばれた理由は1970年（昭和45年）に閣議で了解され、1972年（昭和47年）に運輸大臣通達が出されたことに由来する。また、航空会社に対し強い拘束力を持った政策であったことから、航空憲法 (こうくうけんぽう)とも呼称される。

## 体制確立までの経緯
第二次世界大戦後の1951年（昭和26年）に、連合国軍最高司令官総司令部（GHQ）による航空活動禁止が解禁されると、日本国内各地に続々と航空会社が誕生した。
日本国政府および運輸省は、「わが国の航空事業の健全な発展のため、事業者の集約化による輸送秩序の確立」を眼目として、さまざまな施策を推進していたが、事業者間にあっても、将来の過当競争を防止し、業界の健全な発展を期する趣旨から、事業者自らが選択し提携・合併を行ってきた。
1965年（昭和40年）10月6日、運輸大臣中村寅太は航空審議会に「わが国定期航空運送事業のあり方について」諮問し、同審議会は12回にわたる小委員会審議を経て同12月27日に答申を提出したが、それは、
1. 国内線を運営する企業における経営基盤の充実強化
2. 定期航空運送事業は国際線1社、国内線2社を適当とする

というものであった。
翌1966年度には航空機事故続発等により国内定期航空航空運送事業は売上高に対し9.2%もの経常損失を出したものの、1969年度には19.2%の売上高経常利益率をあげる急回復を遂げた。
1970年（昭和45年）の時点で幹線およびローカル線輸送を行っていた航空企業は日本航空・全日本空輸・日本国内航空・東亜航空の4社に集約されており、1965年の上記答申に基づいて日本国内航空は日本航空と、東亜航空は全日本空輸とそれぞれ合併する予定であった。しかし、1967年以降業績が予想を上回って急回復した業界情勢の中において、日本国内航空と東亜航空が合併を模索するようになったことから、国内2社体制化の方針は見直しを余儀なくされ、あらたに航空政策の全般にわたり長期的な視野に立った基本方針を確立する必要が生じた。
同年6月、運輸省が運輸政策審議会に対して「今後の航空輸送の進展に即応した航空政策の基本方針について」を諮問し、同審議会は10月21日に答申した。これに基づいて日本国内の航空企業の再編成がなされた。この答申に基づき、全日空は「日本航空の許可があれば海外へのチャーター便の運航が可能になる」との判断から、同年11月14日、香港へ向けて初の海外テスト飛行を行った。

## 閣議了解と大臣通達の内容
審議会の答申を受けた1970年11月20日の閣議了解「航空企業の運営体制について」は次のようなものであった。
- 航空輸送需要の多いローカル線については、原則として、同一路線二社で運営する。
- 国際定期は、原則として日本航空が一元的に運営、近距離国際航空については、日本航空、全日空提携のもとに余裕機材を活用して行う。
- 貨物専門航空については、有効な方法を今後早急に検討する。

翌1971年5月15日に日本国内航空と東亜航空が合併して東亜国内航空（後の日本エアシステム）が発足し、本邦航空企業3社体制となる。更に翌1972年7月1日に、以下のような運輸大臣通達が国内航空会社3社に対して示達された。
- 日本航空……国内幹線、国際線の運航[注 3]。国際航空貨物輸送対策を行う。
- 全日空……国内幹線およびローカル線の運航。近距離国際チャーターの充実を図る。
- 東亜国内航空……国内ローカル線、国内幹線の運航。四十九年より当初実働三機。

これによって、日本航空は国際線の一元的運航と国内幹線の運航、全日空は国内幹線とローカル線並びに国際チャーター便の運航、東亜国内航空は国内ローカル線の運航を担当し将来的には幹線に参入するという体制が確立した。これによって日本の航空市場における事業分野の棲み分けが定められた。

## 終焉
「45/47体制」では様々な保護政策が取られ、取り分け経営基盤の弱い東亜国内航空に関しては羽田空港発着枠を日本航空・全日空より割譲してもらったり（1982年）することもあった。また「45/47体制」終了直後の1986年1月の航空ダイヤでは羽田-宮崎間が1日7往復ありながら全て全日空便、東京-徳島間が1日6往復で全て東亜国内便など1社による寡占状態が続いていた。
「45/47体制」が発足してから10年ほどで、その後も続いた経済成長に導かれ、航空機が広く国民に身近な輸送手段として認知されるに従い、日本の航空産業は予想をはるかに上回る成長を見せた。これに伴い、航空会社からは、保護育成的で固定的な「45/47体制」の下では、増大・多様化する航空需要に対応するための自由な事業拡大ができないとして、航空政策の見直しが要望されるようになった。
国外に目を向けると、1978年（昭和53年）にアメリカで規制緩和政策（航空規制緩和法）が始まり、路線参入の自由化と政府の航空会社への保護や規制の廃止等による厳しい競争の下で、運賃低下などが実現していた。このような状況を目の当たりにし、航空事業の自由化への期待と圧力が無視できなくなっていたこともあるが、それよりもむしろ、「45/47体制」の下での国際線自由化によって想定される不利益のほうが重大であった。つまり、「45/47体制」に固執し国際定期路線の一社体制を堅持すれば、同一国から複数の航空会社の日本乗り入れを認めざるを得なくなった場合に、日本としては日本航空の路線一社分しか確保できず国益を損なうことになるからである。
このような状況の下、1978年に設立された日本初の貨物専門航空会社である日本貨物航空 (NCA)が、1983年（昭和58年）に運輸省から定期航空運送事業免許を取得した。もし就航が実現すれば、国際定期路線は半官半民の特殊会社である日本航空に限るとした「45/47体制」の重大な例外となる。翌1984年（昭和59年）には全日空のハワイチャーター便が許可され、航空行政が規制緩和の方向に舵を切ったことが明らかとなる。日本貨物航空は、既得権益をもつ日本航空とフライング・タイガー・ラインに執拗に反対をされながらも1985年（昭和60年）5月8日に初就航した。
この流れを受け、1985年に政府は「45/47体制」の見直しを決定し、新航空政策を運輸政策審議会に諮問した。運政審は翌年に「今後の航空企業の運営体制のあり方について」という新航空政策を答申した。ここで今後は「安全運航の確保を基本としつつ、企業間の競争を通じて、利用者の要請に応じたサービスの向上、経営基盤の強化、国際競争力の強化などの実現を目指す」こととした。日本の航空政策が厳しい規制主義にあった過去から、規制緩和、競争促進へと舵を切ることとなった。
これにより、全日空と日本エアシステムの国際線への参入、国内主要線の複数社参入が認められ、また日本航空の完全民営化と準幹線、地方路線への参入も決定し、「45/47体制」は終焉した。現在の幅運賃制度の導入、スカイマークや北海道国際航空などの新規参入会社支援などの各種政策も、基本的にはこの流れに基づいており、2002年の日本航空と日本エアシステムの経営統合や2019年のスカイマークの国際線参入も、この政策変換の影響を受けてのものである。